# Villalón (Córdoba)
Villalón es una localidad española del municipio de Fuente Palmera, perteneciente a la provincia de Córdoba, en la comunidad autónoma de Andalucía.

## Historia
Hacia mediados del siglo XIX, el lugar, ya por entonces perteneciente a Fuente Palmera, tenía contabilizadas 9 casas de teja y 7 de rama, con una población de 64 habitantes. Aparece descrito en el decimosexto volumen del Diccionario geográfico-estadístico-histórico de España y sus posesiones de Ultramar de Pascual Madoz de la siguiente manera:

VILLALON: ald. en la prov. y dióc. de Córdoba (6 leg.), partido judicial de Posadas (1 1/2), ayuntamiento y término de Fuente-Palmera (V.). Está sit. en llano, y se compone de 9 casas de teja y 7 de rama, en que habitan 13 vecinos, 64 almas.
(Madoz, 1850, p. 170)

En 2022, la entidad singular de población tenía empadronados 295 habitantes y el núcleo de población 282 habitantes.